# Selenidium intraepitheliale
Selenidium intraepitheliale is een soort in de taxonomische indeling van de Myzozoa, een stam van microscopische parasitaire dieren. Het organisme komt uit het geslacht Selenidium en behoort tot de familie Selenidiidae. Selenidium intraepitheliale werd in 1932 ontdekt door Reichenow.